# Smaragdtorkú kolibri
A smaragdtorkú kolibri (Abeillia abeillei) a madarak (Aves) osztályának a sarlósfecske-alakúak (Apodiformes) rendjéhez, ezen belül a kolibrifélék (Trochilidae) családjához tartozó Abeillia nem egyetlen faja.

## Rendszerezése
A fajt Rene Primevere Lesson és Adolphe Delattre írta le 1839-ben, az Ornismya nembe Ornismya abeillei néven, innen helyezték jelenlegi nemébe, melyet Charles Lucien Jules Laurent Bonaparte írt le 1850-ben.

## Alfajai
- Abeillia abeillei abeillei (Lesson & Delattre, 1839)
- Abeillia abeillei aurea W. Miller & Griscom, 1925[2]

## Előfordulása
Mexikó déli részén, valamint Közép-Amerikában, Belize, Guatemala, Honduras, Nicaragua és Salvador területén honos. Természetes élőhelyei a szubtrópusi vagy trópusi hegyi esőerdők, valamint erősen leromlott egykori erdők.

## Megjelenése
Testhossza 7–7,5  centiméter, testtömege 2,6 gramm.

## Életmódja
Nektárral és virágporral táplálkozik.

## Természetvédelmi helyzete
Az elterjedési területe nagy, egyedszáma viszont csökkenő, de még nem éri el a kritikus szintet. A Természetvédelmi Világszövetség Vörös listáján nem fenyegetett fajként szerepel.